# Waldomiro Victoria
Waldomiro Victória, mais conhecido como Babá (Pelotas, 12 de junho de 1897 — Porto Alegre, 13 de julho de 1962), foi um futebolista brasileiro, conhecido por ter sido o primeiro jogador mulato a atuar na Liga Pelotense de Futebol (LPF), e provavelmente um dos primeiros jogadores mulatos a atuar no futebol brasileiro.
Babá atuava como Center Half e jogou pelo Grêmio Esportivo Brasil de Pelotas de 1917 a 1922.
Ele fez parte do lendário time que sagrou-se quatro vezes Campeão Citadino de Pelotas (1917-19 e 1921), Campeão do Interior em 1919 , e Campeão da primeira edição do Campeonato Gaúcho, ocorrida em 1919, organizada pela Federação que reunia os campeões da região Pelotas/Bagé e Porto Alegre/São Leopoldo. 
A grande final contra o Grêmio Foot-Ball Porto Alegrense se deu no dia 9 de novembro.
Babá e os demais venceram o time da capital por 5–1, em pleno Estádio da Baixada, com gols de Proença (3), Alvariza e Ignácio para o Brasil, e Máximo, para o Grêmio. O evento contou com a presença de mais de três mil torcedores.
Na época, a delegação do GE Brasil Pelotas precisou fazer uma viagem de navio a vapor de 16 horas entre Pelotas e Porto Alegre.
A escalação dos times que disputaram a final do Campeonato Gaúcho de 1919 foi:
- Brasil: Frank; Nunes e Ari Xavier; Floriano, Pedro e Babá; Farias, Ignácio, Proença, Alberto e Alvariza.

- Grêmio: Demétrio; Pinto e Ary; Chiquinho, Dorival e Assumpção; Gertum, Lagarto, Máximo, Meneghini e Bruno.

Antes de retornar a Pelotas, o Brasil ainda jogou contra a Seleção de Porto Alegre, no dia 11, partida que terminou empatada por 3–3, e que teve como árbitro Florêncio Ygartua.
Babá também atuou pelo GE Brasil de Pelotas no primeiro torneio interestadual para clubes da Confederação Brasileira de Futebol, então Confederação Brasileira de Desportos, no Rio de Janeiro, competição na qual estiveram também o Fluminense FC, na condição de Campeão Carioca, e o Campeão de São Paulo, o CA Paulistano. Os jogos ocorreram no Estádio das Laranjeiras, e o GE Brasil de Pelotas perdeu suas duas partidas pelos resultados de 2–6 e 3–7 respectivamente.
Antes de deixar o GE Brasil de Pelotas e encerrar sua carreira no futebol, Babá ainda disputaria a terceira edição do Campeonato o Gaúcho, em 1921, dessa vez num formato diferente. A fórmula de seletivas regionais para selecionar os clubes que iriam disputar o título foi mantida, porém a fase final foi um quadrangular de turno único em que a equipe que fizesse mais pontos se tornaria a campeã. Caso no final houvesse empate, os dois melhores da fase final fariam um jogo extra. O campeão deste ano foi o Grêmio e o GE Brasil ficou na terceira colocação.